# Eromene
Eromene là một chi bướm đêm thuộc họ Erebidae.